# Unione Sportiva Vibonese Calcio
Actualités
L’Unione Sportiva Vibonese Calcio est le principal club de football de la ville de Vibo Valentia, en Calabre.

## Historique
Fondé en 1928, l'U.S. Vibonese Calcio joue ses matches à domicile dans le stade Luigi Razza. Elle est inscrite en Ligue Pro Deuxième Division (groupe C). Ses couleurs sont le rouge et le bleu, comme dans le blason de la ville.
- 1928 : Fondation du club sous le nom U.S. Vibonese Calcio
- 1960 : Faillite du club, refondation sous le nom Gruppo Sportivo Hipponio
- 1961 : Renommé Oratorio Salesiano Vibo
- 1965 : Naissance du S.S. Nuova Vibonese
- 2004 : Récupère le nom Unione Sportiva Vibonese
- 2006-2010 : Évolue en Serie C2 qui est renommé Ligue Pro Deuxième Division en 2008.